# Prodidomus sirohi
Prodidomus sirohi är en spindelart som beskrevs av Norman I. Platnick 1976. Prodidomus sirohi ingår i släktet Prodidomus och familjen Prodidomidae. Inga underarter finns listade i Catalogue of Life.